# 안토니우 벨로주
안토니우 아우구스투 다 실바 벨로주(포르투갈어: António Augusto da Silva Veloso, 1957년 1월 31일, 노르트 지방 상 주앙 다 마데이라 ~)는 포르투갈의 전직 축구 선수로, 현역 시절 대부분을 벤피카에서 보냈다. 투지 높은 수비수로 주로 측면을 책임지고, 간혹 중앙을 맡기도 한 그는 15년 동안 벤피카에서 보냈고, 1988년부터 1995년까지는 선수단 주장도 역임했다.
국가대표 선수로도 13년 활약한 벨로주는 포르투갈 국가대표팀 일원으로 유로 1984에 참가했다.

## 클럽 경력
상 주앙 다 마데이라 출신인 벨로주는 고향 상주아넨스에서 축구를 시작해 베이라-마르에서 2년을 보냈다. 그는 1980-81 시즌에 벤피카에 입단하여 은퇴할 때까지 활약했는데, 그동안 수도 연고 구단은 프리메이라리가를 7번, 타사 드 포르투갈을 5번 우승했다.
벤피카 시절, 벨로주는 1982-83 시즌에 UEFA컵 결승전 경기를 벌였지만, 벤피카는 안데를레흐트에 합계 1-2로 패했고, 1987-88 시즌에는 PSV와의 유러피언컵 결승전에서 승부차기 주자로 나서 실축했고, 5-6으로 패했다.
그리고 1990년 유러피언컵 결승전은 징계로 결장했고, 밀란에 패했다. 그는 38세에 벤피카에서 15년을 보내고 658번의 공식 경기에 출전한 후 은퇴했고, 이후 감독일을 시작했다.

## 국가대표팀 경력
벨로주는 포르투갈 국가대표팀 경기에 40번 출전했고, 1981년 11월 18일에 2-1로 이긴 스코틀랜드와의 1982년 월드컵 예선전 경기에서 처음 출전했다. 그는 유로 1984에 포르투갈 선수단 일원으로 참가해 준결승전까지 올랐고, 1986년 월드컵에는 도핑 양성 반응으로 참가하지 못했지만, 이는 나중에 그가 실제로 약물을 사용하지 않은 것으로 밝혀졌다.
벨로주의 마지막 국가대표팀 경기는 1994년 1월 19일에 열린 스페인과의 친선경기로, 결과는 2-2 무승부였다.

## 사생활
안토니우 벨로주의 아들 미겔 또한 프로 축구 선수이다. 벤피카 유소년부에서 그리 인상적인 활약을 펼치지 못하면서, 그는 이웃 스포르팅 리스본에서 활약했고, 이후 국가대표팀 경기도 출전했다.

## 수상
벤피카
- 프리메이라리가: 1980–81, 1982–83, 1983–84, 1986–87, 1988–89, 1990–91, 1993–94[16]
- 타사 드 포르투갈: 1980–81, 1982–83, 1984–85, 1985–86, 1986–87, 1992–93[17]
- 수페르타사 칸디두 드 올리베이라: 1980, 1985, 1989[17]

## 참고 문헌
- Prata, João; Perdigão, Carlos (1995년 6월). 《Biografias: Veloso, carisma, garra e dedicação!》 [전기문: 벨로주, 매력, 투지, 그리고 헌신!]. Lisgráfica. Depósito Legal [Deposit number]: 84768/94.